# Nasir e Khosraw
Pour les articles homonymes, voir An-Nasir.
 (décembre 2017).
Nāṣir-e Khosraw (en persan : ناصرخسرو) ou Nâsser Khosro (né en 1004 à Qobadiyan (près de Balkh, dans le Khorassan) et mort à Yamgan (aujourd'hui en Afghanistan) vers 1074 ou 1088) est un philosophe, théologien, voyageur et poète ismaélien de langue perse. Il fut l'un des dâ'i (missionnaire) les plus éminents de son temps et joua un rôle important dans la diffusion de l'ismaélisme dans l'est du monde iranien.

## Biographie
Né dans la région de Balkh en 1004 (à cette époque, partie du district de Merv), Nasir-e Khosraw est issu d'une famille de dignitaires gouvernementaux et de propriétaires terriens. Dans sa jeunesse, après des études en philosophie, religion et sciences, il occupe d'importantes fonctions administratives à Merv sous les Ghaznavides, puis les Seldjoukides. 

### Conversion spirituelle - Le Caire
Vers 1045, il connaît un grand bouleversement spirituel sans doute lié à sa conversion à l'ismaélisme: il rêve qu'un personnage lui reproche de vivre dans l'ivresse et lui montre en silence la direction de la qibla, qui, pour Nasir, représente l'Imam éternel. À la suite de cela, il démissionne de ses fonctions, et entreprend un long voyage, prétextant vouloir accomplir le pèlerinage à la Mecque.  
Notons à propos de ce rêve initiatique de 1045 qu'il est typique de l'ismaélisme. Mais ici, la quête du Graal est remplacée par la quête de l'imam. C'est pourquoi elle est dictée par « le Silencieux » au dormeur, dont l'éveil représente une métamorphose spirituelle. En se rendant au Caire, il répond donc à la convocation ismaélienne. 
En fait, ce voyage qui durera sept ans le conduit au Caire, qui est alors la capitale de la dynastie ismaélite des Fatimides. Il y arrive en 1047 etl en ramènera un ouvrage plein de pittoresque, le Safar Namé (« Récit de voyage ») ,. Il séjourne environ trois ans dans cette ville, où il reçoit la formation de dâ'i (missionnaire), et rencontre même le calife-imam al-Mustansir bil-lâh. D'autre part, il noue des liens étroits avec un autre dâ'i très important, Al-Mu'ayyad fi'l-Din al-Shirazi (en) (1000-1087), qui deviendra son mentor et à qui il dédiera plusieurs poèmes. Al-Mu'ayyad était alors responsable de la da'wa (prédication) dans l'empire et chargé de la formation des dâ'i. Khosraw devient donc dâ'i, puis « garant » (hojjat) au sein de la chevalerie spirituelle (da'wat). L'imam du Caire lui ordonne ensuite de retourner dans le Khorassan en tant que guide des ismaéliens de cette région. 
Il s'adonne à cette tâche avec ardeur, mais se heurte à la police des sultans seldjoukides défenseurs de l'orthodoxie sunnite, si bien qu'il se réfugie à Yamgan, dans les montagnes du Badakhchan. C'est là qu'il compose ses œuvres les plus importantes. Il bénéficie de l'aide d'Ali Ibn Asad, prince ismaélien qui gouverne la région mais aussi poète, comme Nasir-e Khosraw. Il assume la direction spirituelle des ismaéliens de cette région tout en développant son œuvre théologique et philosophique dans le silence et le recueillement : son rêve initiatique s'est enfin réalisé.   

## Œuvres

### Traités
Ses traités représentent le sommet de l'âge d'or de l'ismaélisme à la veille de la réforme d'Alamut. 
S'attachant à trouver les équivalents perses des termes techniques arabes, il est l'un des créateurs du vocabulaire scientifique et philosophique perse. Son style, précis, simple et direct est souvent animé. Il exprime un humour corrosif et les humeurs polémiques et combatives d'une âme passionnée qui ne doute pas.
- Le Livre réunissant Les deux Sagesses (Kitâb-e Jâmi'al-Hikmatayn), édité en persan par Henry Corbin, Bibliothèque iranienne, vol. 3, 1953.
- Le livre de la Lumière, Téhéran, 1929.
- Le livre du voyage, trad. française, École des langues Orientales, 1881.
- La face de la Religion (Wajh-i dîn), Kaviani, 1924.
- Le Viatique des voyageurs, id. 1922.
- La Table des Frères, traité de théosophie, Le Caire, 1940.
- Le Livre de la Lumière, six chapitres en persan, traduits en anglais, The Ismaili Society, séries B n°6, 1949.
- Développement et solution, id. séries A n° 5, 1950.

### Poésie
- Le Divan, Téhéran,1929.

Le Divan fait de Nasir-e Khosraw l'un des créateurs de la poésie religieuse d'expression perse. Sa poésie reflète son enseignement spirituel : riche en sentences et en exhortations, elle est exempte de fioritures maniéristes.

#### Un poème de Nasir-e Khoshraw
Dans ce poème, traduit par Mahshid Moshiri, Nasser Khosro déclare ne pas vouloir gâcher le persan dari en flattant les gouverneurs autocrates de son époque:
Si fructifie l'arbre de ta connaissance

Tu peux surmonter le ciel d'azur

Je ne verse pas aux pieds des porcs

La perle roulante du persan dari